# Óscar Gacitúa Weston
Óscar Gacitúa Weston (Talca; 16 de agosto de 1925 - Santiago de Chile; 5 de diciembre de 2001) fue un pianista chileno.

## Biografía
Nacido en Talca en 1925, inició su preparación musical a los 5 años. A los ocho debutó con el violinista Pedro Dandurain y a los 12 se presentó en Santiago junto a la Orquesta Sinfónica.
Fue alumno de Alberto Spikin y discípulo de Horzowsky, en Nueva York. Su relación con Claudio Arrau fue decisiva en su carrera: a los 16 años dejó el piano para volver al colegio y luego a la carrera de Derecho, que abandonó tres años después. Fue a instancias de Claudio Arrau que retornó a la banqueta del piano. "Hasta entonces para mí la música había sido siempre un gran hobby", decía. El propio Claudio Arrau le consiguió una beca para que estudiara en Nueva York entre 1950 y 1953. En Estados Unidos tuvo críticas muy positivas, recibiendo ofertas para iniciar una carrera internacional como concertista, sin embargo optó por volver al país: "Preferí establecerme en Chile y ser cabeza de ratón", dijo en una entrevista de 1990.
"Siempre he sido un músico muy político, que se preocupa de su medio, que no está sólo encerrado en su ventaja personal, sino que quiere contribuir a la sociedad. Desde joven tuve ese espíritu organizativo. Cuando integré la Sinfónica (durante 21 años) era el representante de los músicos", explicaba Gacitúa en enero del año pasado, cuando la Embajada de Polonia le entregó una condecoración al Mérito de la Cultura, luego que el músico organizara, en 1999, con sus propios medios, un "Ciclo Chopin" en homenaje a los 150 años del fallecimiento del intérprete y compositor polaco a quien admiraba profundamente.
Al mediodía del 5 de diciembre de 2001, en la Estación Alcántara del Metro de Santiago, se apagó la vida de Oscar Gacitúa Weston a los 76 años. Sumido en una depresión, el artista recién había concluido exitosamente su tercera temporada pianística, enteramente organizada por él, y estudiaba el "Concierto Nº 2 para piano y orquesta" Rajmáninov, que interpretaría el otoño próximo en el Teatro Municipal de Viña del Mar. Además, impartía clases particulares de piano en su hogar de Providencia.
"Durante los últimos años estaba sumido en una profunda depresión -explica su hija Rebeca- aumentada por una serie de circunstancias familiares. No lo pudimos sacar. Por algunos problemas menores en su memoria, creía estar entrando a un período de decadencia o en un Alzheimer. Estaba en tratamiento psiquiátrico.
Su acción, según se desprende del relato de Rebeca Gacitúa, fue absolutamente premeditada, porque habló durante una hora y media con su hijo Óscar Gacitúa (pintor), anunciándole su decisión. "Mi hermano trató de disuadirlo, pero no hubo caso. Yo me puse a buscarlo por las calles y finalmente llegué al Metro. Los carabineros me informaron de un suicidio en Alcántara. En ese momento supe que era él", dice Rebeca.
"Tenía unos proyectos preciosos y decía que el mejor homenaje que le podíamos hacer era seguir adelante con nuestras vidas. Fue al banco, sacó toda su plata y la dejó en el velador. Lo último que dijo fue que... por su cobardía, a lo mejor se arrepentía porque le daba susto morir.